# Julio Garmendia

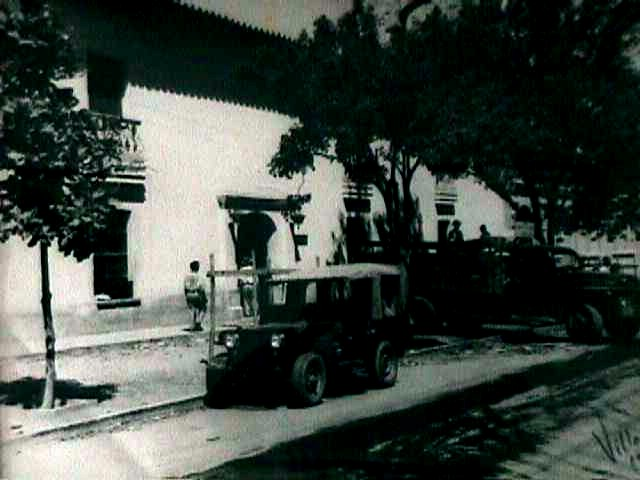
El Tocuyo, antes del terremoto de 1950.

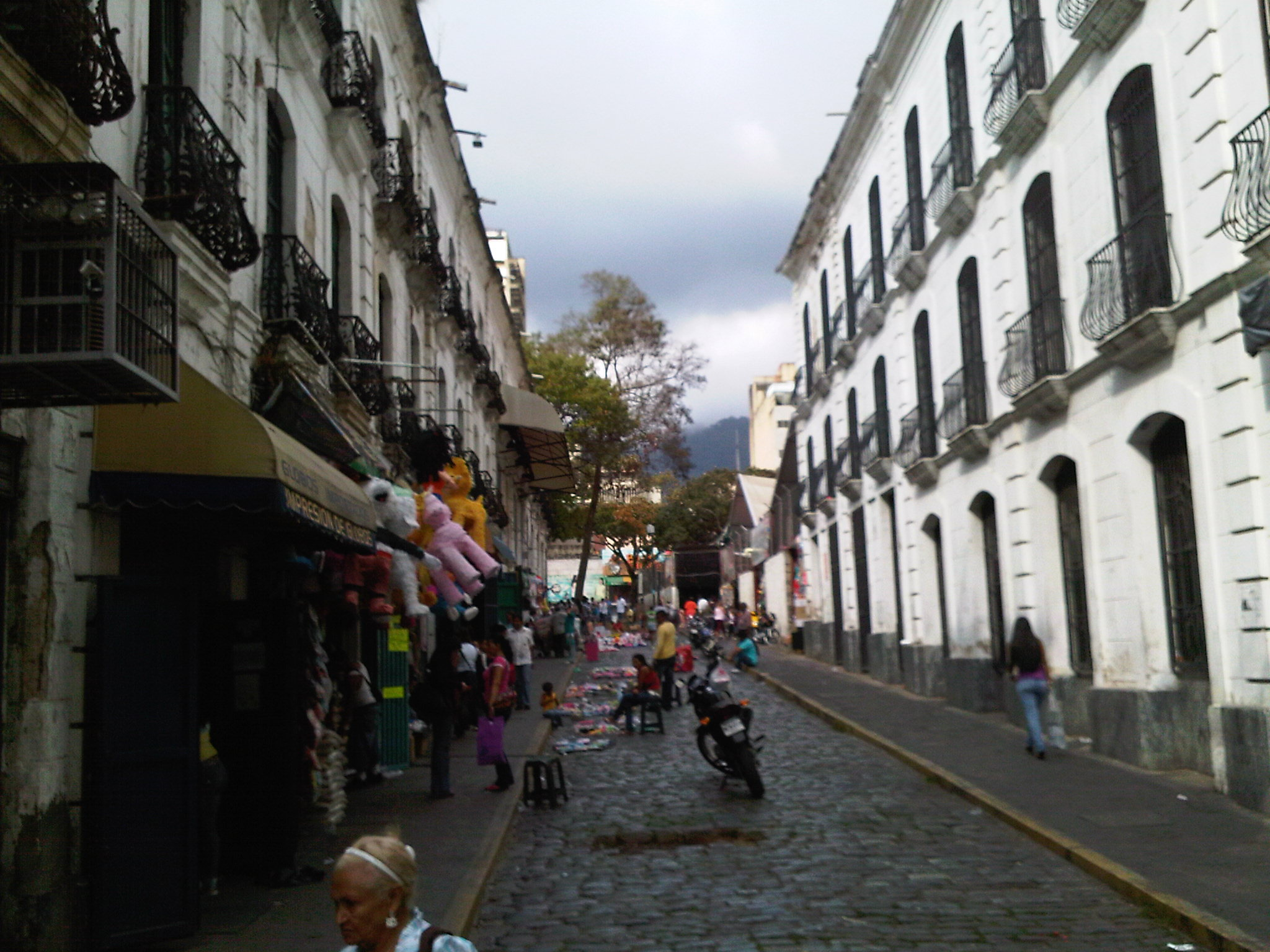
Pasaje Linares, donde se encontraba el Hotel Pensilvania, que sirvió de inspiración para La Tuna de Oro.

Julio Garmendia  (El Tocuyo, 9 de enero de 1898 - Caracas, 8 de julio de 1977) fue un escritor, periodista y diplomático venezolano, pionero de la ciencia ficción venezolana, la literatura fantástica latinoamericana, y de la ficción metafísica y una figura clave del realismo mágico.
En sus libros más conocidos, La tienda de muñecos y La Tuna de Oro, así como en los que se publicarían póstumamente, explora ideas como la paranoia, el doppelgänger, la ucronía, la distopía, la metaficción, el futurismo, la anticipación, la inmortalidad, el pacto demoníaco o la noción cristiana del infierno; poniendo bajo cuestión los avances técnico-científicos y las nociones de realidad y de moral.

## Biografía

### Primeros años (1898 - 1917)
Julio Garmendia nació el 9 de enero de 1898 en la hacienda El Molino, cercana a El Tocuyo (Lara). Hijo de Rafael Garmendia Rodríguez y Celsa Murrieta. En 1901 fallece la madre del escritor, cuando éste contaba tres años. Julio Garmendia pasó al cuidado de un aya llamada Rafaela Gil. En sus relatos la denominará la "Vieja Ela”.
En 1903 Garmendia y su hermano Marcial son llevados a Barquisimeto por su padre, quien los confía al cuidado de la abuela materna. Allí, inicia los estudios de primaria en el recién fundado Colegio Barquisimeto.
Luego, en 1924, comienza los cursos de preparatoria en el Colegio La Salle de Barquisimeto, siendo compañero de clases de Pío Tamayo, célebre poeta y político marxista. Para 1914 cursa estudios en el Instituto de Comercio de Caracas, los cuales abandona poco tiempo después para trabajar como redactor en el diario El Universal.

### Inicios de su carrera literaria (1917 - 1924)
A los 19 años publica sus tres primeros relatos en el diario El Universal de Caracas: El camino de la gloria (enero de 1917), El gusano de luz (mayo de 1917) y Una visita al Infierno (abril 1917). Una visita al Infierno es considerado uno de los relatos de pioneros de la ciencia ficción venezolana y latinoamericana y marcará el tipo de literatura que lo acompañará el resto de su carrera, con predominio de lo fantástico.

En la revista Actualidades, fundada por el novelista Rómulo Gallegos, publica en 1918 el relato Historia de mi conversión y la crónica El lavatorio del Jueves Santo. En esa época comenzó a frecuentar a los jóvenes escritores de la llamada Generación del 18, como a José Antonio Ramos Sucre, Fernando Paz Castillo, o Antonio Arráiz. Paz Castillo cuenta de Garmendia:
Siempre habré de recordarlo, como en un tiempo ya lejano, por la tarde en una de las esquinas de la Plaza Bolívar, en espera de un tranvía para irse fuera de la ciudad. En realidad, se iba con su misterio, y nadie sabía hacia dónde. Y por la noche, puntualmente se le encontraba por los mismos alrededores. No andaba en secreto. Pero sin embargo nadie conoció nunca de dónde venía. Este fue el Julio Garmendia que conocí, tal vez por los comienzos de la década de los veinte. Idéntico fue el que vi por última vez algún tiempo antes de morir. Sin duda su rostro había envejecido, pero su misterio no. Porque fue virtud intrínseca y fecunda de éste, ser a lo largo de su invariable presencia un joven misterio, el cual en veces se escondía en sus pupilas tenaces, alma hacia adentro, o florecía en sus labios fraternos, alma hacia afuera.
Reanuda sus colaboraciones para El Universal en el año 1919, diario en el que publica sus primeros poemas: “La canción”, “Mañana”, “A María Luisa”, “¿Recuerdas?”, “La noche de Febrero”, “El jazmín”, “A unos ojos”, “Empresa”, “Historia breve”. Entre 1919 y 1924 colabora como cronista y crítico para la revista Actualidades, Fantoches (semanario fundado por el humorista Leoncio Martínez), El Heraldo, Billiken, Variedades, así como para el diario El Universal.

### Años en Europa yLa tienda de muñecos(1924 - 1939)
En 1924 es designado como consejero técnico de la Delegación de Venezuela ante la Conferencia Internacional sobre Emigración e Inmigración, a celebrarse en Roma. A partir de ese año se instala en Europa y empieza una carrera como diplomático, trabajando con la delegación de Venezuela en París, luego siendo cónsul general en Génova, Copenhague y Noruega. 

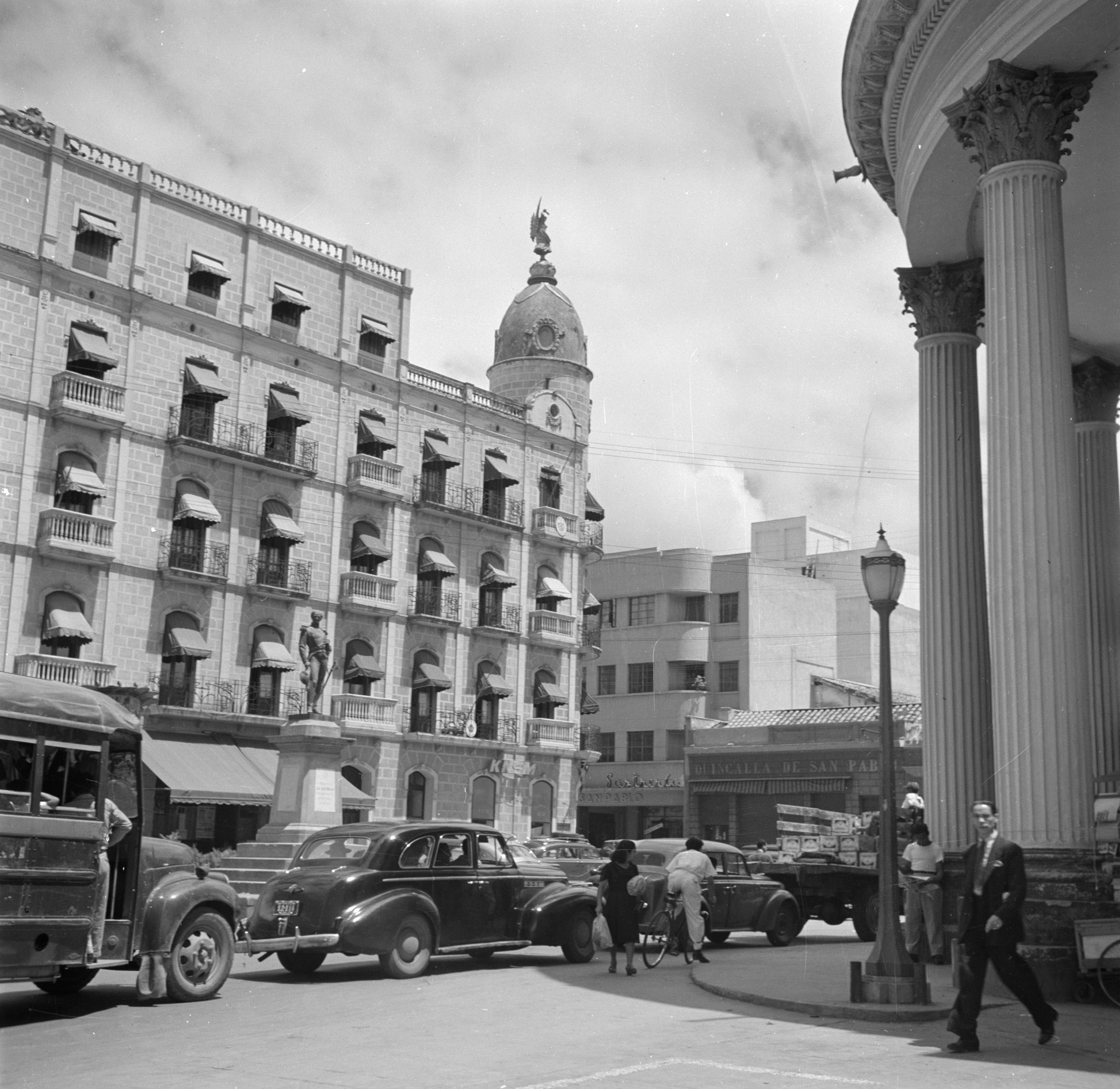
Caracas durante la década de los 40.

En 1927 publica su de su primer libro de relatos, La tienda de muñecos, escritos todos ellos en Caracas antes de 1924.
En 1939, debido al estallido de la Segunda Guerra Mundial, regresa a Venezuela.

### Regreso a Caracas yLa Tuna de Oro(1939 - 1951)
En su regreso a Caracas se instala en el Hotel Pensilvania, situado en el Pasaje Linares, a dos cuadras de la Plaza Bolívar, no muy lejos de la Casa del Libertador. Su estadía en este hotel, hasta el año 1945, inspirará su relato La Tuna de Oro.
En 1945, se instala en el Hotel Cervantes, situado en la esquina de Punceres en la avenida Urdaneta, donde vivirá hasta su muerte en 1977. En 1947 conoce a la estonia Hilda Ilves Nollman de Kehrig, quién será su compañera, hasta el final de sus días. En 1951 publica su segundo y último (en vida) libro de relatos: La Tuna de Oro.

### La tertulia deEl gusano de luzy últimos días (1951 - 1977)

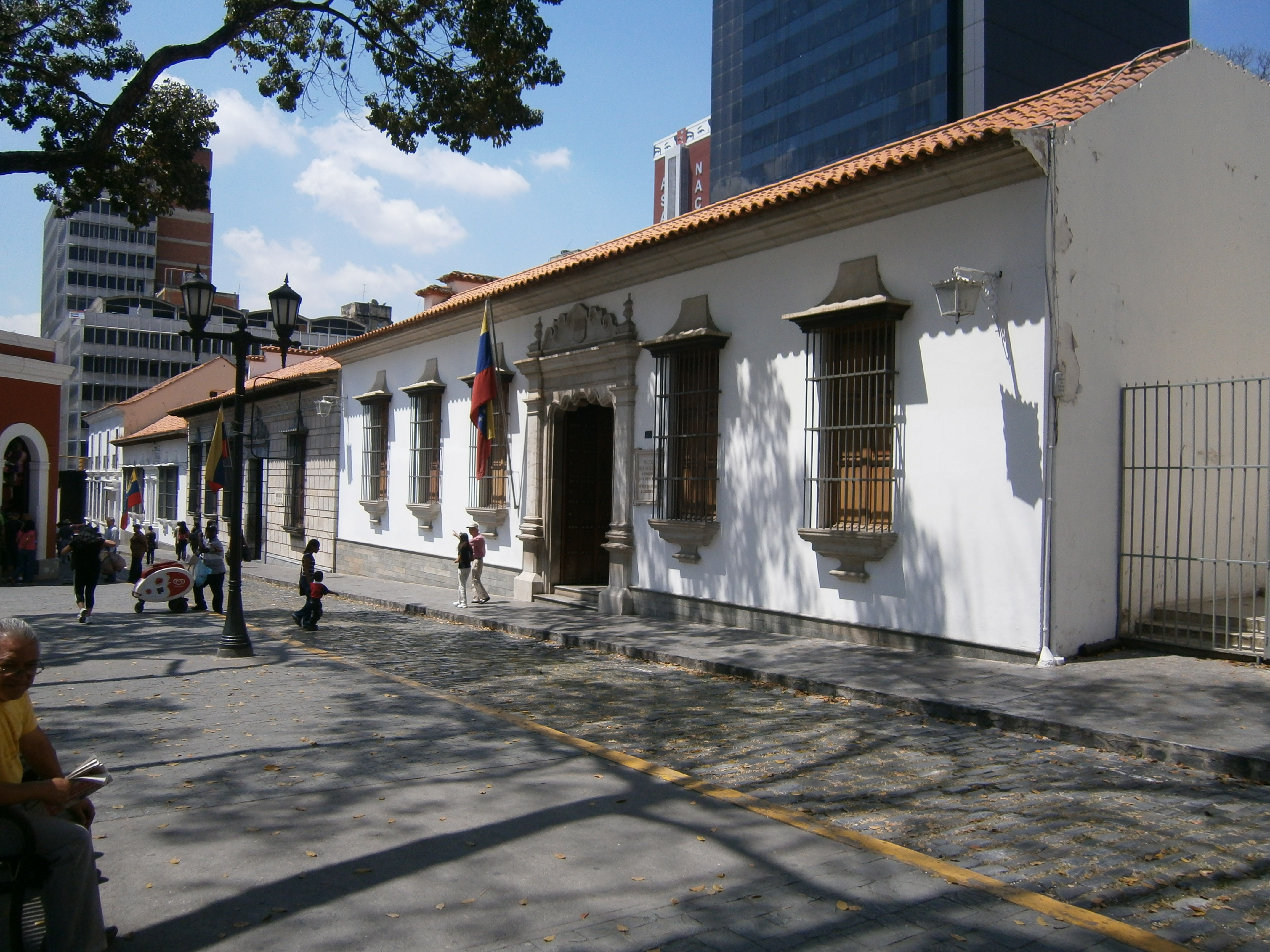
Casa natal de Simón Bolívar, a pocas cuadras del Hotel Pensilvania, donde habitó Garmendia desde su regreso a Caracas en 1939, hasta el año 1945.

A partir de los años cincuenta su obra comenzó a ser revalorada por la crítica, recibiendo el Premio Municipal de Prosa y finalmente, en 1973 el Premio Nacional de Literatura. Fue asiduo a la tertulia de la librería El gusano de luz, donde conoció, entre otros, a Guillermo Meneses y a Juan Rulfo. Según Oscar Sambrano Urdaneta:
Durante muchos años concurre cada tarde a la tertulia de escritores y poetas, que se reúne en la librería El gusano de luz, situada frente al Parque de la Misericordia o Parque Carabobo. Allí van a verlo quienes desean conocerle personalmente. Con todos cordializa Julio Garmendia. Su vida privada es un misterio. Nadie sabe exactamente dónde vive, ni qué hace, ni de qué se mantiene. Nadie sabe si escribe o no escribe, porque suele no publicar nada, ni referirse a su obra. A los periodistas que a veces lo asedian, les cuesta mucho lograr que les dé una entrevista. Muy pocos conocen a su compañera Hilda Kehrig, una dama extraordinaria por sus muchas cualidades.
En 1967 el pintor abstraccionista Manuel Quintana Castillo organiza en la Galería XX2 una exposición individual en homenaje a la obra de Julio Garmendia titulada Cartas mágicas, poemas objeto, grafopintura, tienda de muñecos.
En 1976 le diagnostican un cáncer en el cerebro en la clínica Santiago de León. Fue trasladado al Hospital Militar, gracias a las gestiones de Ramón Escovar Salom, ministro de Relaciones Exteriores.
Fallece en 1977 en el Hospital Militar.

### Posteridad
A partir de su muerte, muchos de sus textos han sido recuperados y publicados. Entre ellos, dos compilaciones de estudios críticos y sus crónicas: Opiniones para después de la muerte (1984) y La Ventana Encantada (1986); dos libros de cuentos: La hoja que no había caído en su otoño (1979) y La motocicleta selvática (2004); y un relato largo: El regreso de Toñito Esparragosa contado por él mismo (2004).
En 1997, la editorial Mondadori publica la primera edición italiana de La Tuna de Oro, en traducción de Lucio D'Arcangelo. En 1999 incluye a Garmendia en su antología Racconti fantastici del Sudamerica.
En 2008, la Biblioteca Ayacucho publica una antología de todos su cuentos, compilada y editada por Óscar Sambrano Urdaneta, titulada La tienda de muñecos y otros textos.

## Julio Garmendia y lo fantástico

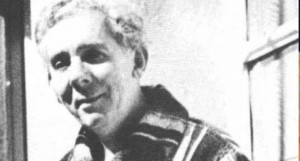
Julio Garmendia.

### Metaficción, cuento filosófico y literatura conceptual
Desde sus comienzos, la cuentística de Garmendia se caracterizó por su propuesta vanguardista, con interés por lo insólito y que algunos consideran heredera de la literatura filosófica de Pedro Emilio Coll – la compilación de esbozos, o collage literario en el que abunda la metaficción, lo raro y lo fantasioso.

La narrativa de Garmendia puede, en este sentido ser relacionada con lo conceptual. Para Garmendia el cuento no es solamente una anécdota, sino el concepto de la anécdota. Por ejemplo, en El cuento ficticio, el narrador es un héroe anónimo de la literatura, que empieza la historia diciendo:
Hubo un tiempo en que los héroes de las historias éramos todos perfectos y felices al extremo de ser completamente inverosímiles.
El narrador es a la vez la voz narradora del cuento y un héroe inexistente de la literatura, y cuenta una historia que es conscientemente ficticia. Se trata no solo de un cuento-concepto, o cuento-idea, sino de una especia de ars narrativa o manifiesto literario a favor de la ficción. También es ejemplo de esto su cuento El librero, en el que el protagonista es un librero que declara querer salvar a las víctimas de las novelas policíacas o de las tragedias, pues “hay que ser caritativos con los pobres seres que arrastran en las páginas de los libros una existencia desolada". Luego el librero desaparece mágicamente entre los libros de los anaqueles de humor. Se trata de otro héroe literario que lucha por lo finales felices, usando el humor.

### Lo maravilloso y lo fantástico
En Garmendia hay también una renovación de la tradición fantástica dieciochesca. Este interés no es totalmente aislado, sino propio de las primeras vanguardias venezolanas y el surgimiento de un nuevo fantástico latinoamericano, de lo maravilloso y de eso que luego Uslar Pietri denominó realismo mágico. Algunos ejemplos contemporáneos con Garmendia son: Cubagua (1931) de Enrique Bernardo Núñez; los primeros cuentos de Arturo Uslar Pietri publicados en 1928: Barrabás y otros relatos y en 1936: Red, así como su primera novela (de corte fantasmagórico, onírico, una especie de trance alucinatorio), publicada en 1931: Las lanzas coloradas; y la poesía de José Antonio Ramos Sucre (1927 y 1929).

En este sentido, una de las primeras muestras de esta sensibilidad es su cuento – publicado en 1917, con apenas 19 años – El gusano de luz. Se trata de un relato breve, de apenas unas 500 palabras, en el que dos interlocutores no identificados dialogan, sin que medie narrador, sobre la guerra y la ceguera que esta produce en la humanidad.  Ambos interlocutores son solados, uno de ellos pone en duda la realidad, achacando al gusano de luz (una especie monstruo cósmico) los males de la humanidad, mientras que el otro replica poniendo en duda la tesis del primero. El final es este diálogo ambiguo, que no permite determinar quién tiene la razón:
– ¿Pues no dijiste ha poco que no era luz, sino un gusano?

– ¿Y quién no se equivoca? ¡Toma tu lanza y vamos!
Otros de sus cuentos se encuentran enmarcados en una estética más próxima a la fantasía o a lo maravilloso. Estos son El difunto yo (sobre el doble), El alma (en el que explora el complejo faústico y las ansias de inmortalidad), El cuarto de los duendes y Narración de las nubes (en los que explora la mirada infantil y la concepción de la vida), El médico de los muertos (sobre el revenant, o la vida después de la muerte). También podemos señalar el caso de El regreso de Toñito Esparragoza contado por él mismo, relato largo escrito en los años 50 y publicado póstumamente en el año 2005, y que Óscar Sambrano Urdaneta califica como perteneciente al realismo mágico.
También hay en Garmendia un interés por el artefacto o la cosa. En Garmendia, abunda la cosificación de los personajes o el otorgar personalidad a las cosas naturales (la manzanita criolla acomplejada frente a sus pares del Norte en el cuento Manzanita, o la hoja marchita que se niega a morir en La hoja que no había caído en su otoño), o a los artefactos (los muñecos como una alegoría de la jerarquía que ordena el mundo en La tienda de muñecos, o la motocicleta como símbolo del desarraigo en La motocicleta selvática).

### La ciencia ficción, ucronía y distopía
En Garmendia hay un uso de la ciencia ficción para cuestionar lo que se considera moral: en el cuento Una visita al infierno, el narrador descubre que el infierno es una utopía altamente desarrollada desde el punto de vista científico y tecnológico, que dista mucho de las miserias del mundo terrenal; mientras que en Cuando pasen 3000 años más..., asistimos al descubrimiento, en el año 4923, de las ruinas de un templo en Suramérica destinado al culto a un héroe de finales del siglo veintiuno, una forma de criticar el caudillismo latinoamericano.
Pero también encontramos un cuestionamiento a un mundo cosificado, artificial y mecanizado, en cuentos como La realidad circundante, que describe el invento de una máquina que otorga al usuario la “capacidad artificial especial para adaptarse incontinenti a las condiciones de existencia, al medio ambiente y a la realidad circundante”. Para Diego Rojas Ajmad, La realidad circundante no puede ser, sin embargo, calificado de ciencia ficción, puesto que "no hay una alteración del orden de la realidad ni se emplea el discurso científico para elaborar sobre él una ficción. No hay asombro ni maravilla y es por ello que no se me muestra el carácter fantástico del cuento, menos el de la ficción científica", para Rojas Ajmad se trataría de una "representación de los poderes de la publicidad y de cómo un producto, sea las píldoras del doctor Ross o los peines magnéticos para detener la caída del cabello, puede encontrar a incautos compradores". Se trataría pues de la historia de una estafa. 
Para el chileno Gastón Germán Caglia La realidad circundante, puede ser calificado de Ubik (en referencia a la novela de Philip K. Dick) latinoamericano, enmarcado en el subgénero de la distopía. Se trata de "un relato en formato publicitario en donde el personaje principal vende un artefacto para adaptarse a la realidad que se llama Capacidad artificial especial para adaptarse incontinenti a las condiciones de existencia, al medio ambiente y a la realidad circundante y que sirve a los inadaptados a la realidad circundante, a los fantaseadores. Quien lo compra, un inadaptado que desea tomar ventaja sobre los neo-adaptados, pero lo deja sobre su escritorio sin usarlo. Este comprador es alguien que padece del mal crónico de fantasear."
No se trataría pues de que el aparato no funciona, o que era una estafa, sino que el protagonista se negó a adaptarse, y prefirió continuar fantaseando.
Por otro lado, en su cuento La máquina de hacer ¡pu! ¡pu! ¡puuu!, los avances tecnológicos resultan en un mundo inhabitable y contaminado de excrementos.
En este sentido, antes de que el término ciencia ficción fuese acuñado en 1926 por Hugo Gernsback cuando lo incorporó a la portada de una de las revistas de narrativa especulativa más conocidas de los años 1920 en Estados Unidos: Amazing Stories, Garmendia estaba utilizando métodos similares a los de escritores anglosajones.

## Legado

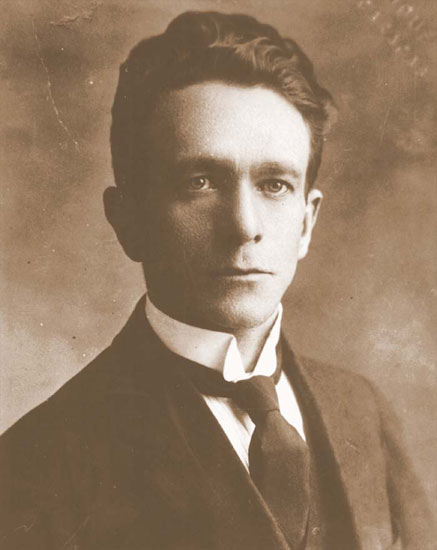
José Antonio Ramos Sucre, amigo y contemporáneo de Garmendia.

Garmendia es el autor de una obra única, vanguardista, llena de humor, cuestionadora del realismo practicado por muchos de sus contemporáneos, que - como su amigo José Antonio Ramos Sucre - se decanta por la tradición fantástica. Su literatura anticipa a la de Jorge Luis Borges y se relaciona con la de Felisberto Hernández, Pablo Palacio, o Roberto Artl.
Su estilo tendrá gran resonancia en la literatura venezolana del siglo XX, ejerciendo una influencia importante en la obra de autores como Alfredo Armas Alfonzo, Ida Gramcko, José Balza, Guillermo Meneses, Oswaldo Trejo, Ednodio Quintero, Luis Britto García, o Juan Carlos Chirinos.
Para Aquiles Nazoa, junto con Blas Millán y Pepe Alemán, se encuentra "entre los escritores que reaccionaron, por los años de 1920 al 30, contra los excesos localistas y limitación temática que agobiaban el humorismo venezolano."
Para José Balza, "la narración expuesta por el cuento (refiriéndose a El cuento ficticio, perteneciente a La tienda de muñecos) se nos ha convertido en un análisis de cómo debe ser la ficción. Si recordamos ahora los estragos que el criollismo y otras variaciones realistas imponían) a la escritura en América Latina, ya podemos imaginar qué audacia y qué exigencia representaba en Venezuela (o en el continente) un texto como el de Garmendia. Curiosamente esta profecía no surge en el vacío: ella anticipa lo que de manera exacta comenzará a producirse entre nosotros años más tarde. Borges, Cortázar, Guimaraes Rosa parecen acoger en su narrativa casi milimétricamente los territorios demarcados por Julio Garmendia."

## Obra
Primeros cuentos (1917-1924)
- El camino de la gloria (1917)
- El gusano de luz (1917)
- Una visita al infierno (1917)
- Historia de mi conversión (1918)

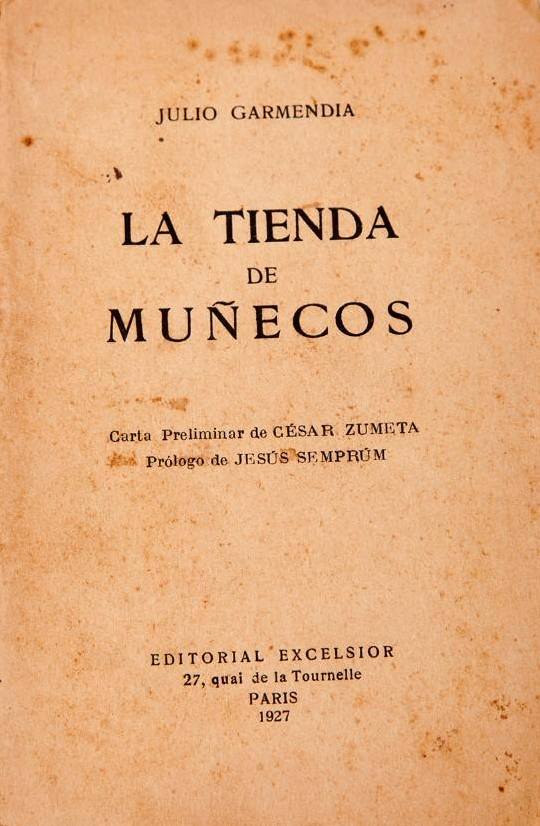
La tienda de muñecos.

- Opiniones para después de la muerte (1922)
- La guerra y la paz (1923)
- La joroba (1923)
- Cuando pasen 3000 años más… (1924)

Libros de cuentos
- La tienda de muñecos (1927)
  - La tienda de muñecos
  - El cuento ficticio
  - El alma
  - El cuarto de los duendes
  - Narración de las nubes
  - El librero
  - La realidad circundante
  - El difunto yo
- La Tuna de Oro (1951)
  - La Tuna de Oro
  - Manzanita
  - El médico de los muertos
  - Eladia
  - Las dos Chelitas
  - La pequeña Inmaculada
  - El temblor de medianoche
  - Guachirongo

- La hoja que no había caído en su otoño (1979, póstumo)
  - La hoja que no había caído en su otoño
  - El pequeño Nazareno
  - La máquina de hacer ¡pu! ¡pu! ¡puuu!
  - El señor del Martillo
  - Sí, no; no, sí
  - La fe
  - Cita nocturna interrumpida
  - Los de a locha
- La motocicleta selvática (2004, póstumo)
  - La motocicleta selvática
  - El día de San Marginado
  - Una inolvidable fotografía
  - El cucarachero
  - Los regalos de Navidad
  - La romería del Consejero Úbeda
  - La empanada
  - La cachucha
  - La mención
  - El conchabado

Relato largo
- El regreso de Toñito Esparragosa contado por él mismo (2004, póstumo)

Compilaciones de cuentos, ensayos y poemas inéditos
- Opiniones para después de la muerte (1984, póstumo)
- La ventana encantada (1986, póstumo)

Antologías
- La tienda de muñecos y otros textos (2008), Caracas, Fundación Biblioteca Ayacucho
- Relatos, (2010), Barcelona: Linkgua Ediciones
- Obra completa (2014), Caracas: Academia Venezolana de la Lengua

## Premios
- 1952, Premio Municipal de Prosa
- 1973, Premio Nacional de Literatura
- 1979, Premio CONAC de Narrativa (póstumo)